# Chef de piste
Le chef de piste est un métier des sports équestres. Chef d'orchestre d'une compétition, il conçoit les parcours de saut d'obstacles, de cross et de hunter. Il est responsable du bon déroulement et de l'équité des épreuves.

## Activités

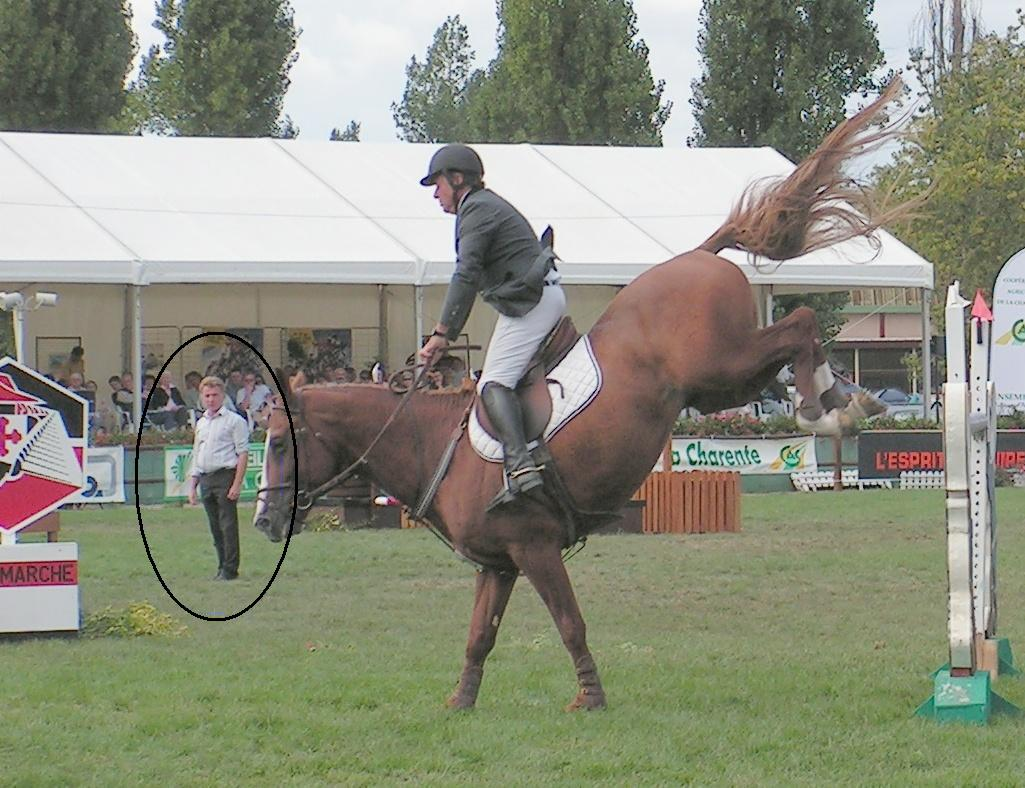
Chef de piste sur le terrain

Le chef de piste conçoit les parcours :(Souvent avec un logiciel, type JUMPDESIGNER), tracé, obstacles, difficultés, ... Il tient compte du niveau de l'épreuve et des cavaliers, du terrain, du barème, du règlement et des conditions météorologiques. En effet, la manière dont il construit les parcours a une influence déterminante sur le déroulement des compétitions. Son principal souci consiste à doser les difficultés pour favoriser la sélection des meilleurs couples tout en permettant à tous les cavaliers et chevaux de terminer leur parcours dans de bonnes conditions physiques et morales. Une épreuve réussie offre un spectacle de qualité au public et un défi sportif motivant pour les concurrents. Le chef de piste doit donc trouver un équilibre en proposant des difficultés pour départager les meilleurs, sans pour autant leur faire prendre des risques inconsidérés. Paradoxalement, une épreuve de niveau international est plus facile à construire qu'une épreuve nationale car le niveau des couples est plus homogène.
Le jour des épreuves, le chef de piste est responsable du maintien en bonne condition du parcours. Pour l'épreuve de cross, il effectue la reconnaissance de la piste avec les cavaliers.

## Influence du chef de piste
Le chef de piste met en valeur les cavaliers et les chevaux lors des compétitions, mais son travail a une influence non seulement sur l'épreuve, mais également sur l'avenir des chevaux. Un pays doté de bons chefs de piste propose des parcours assurant une meilleure pédagogie aux jeunes chevaux alors qu'un mauvais travail des chefs de piste compromet la formation des équidés.

## Profil et formation

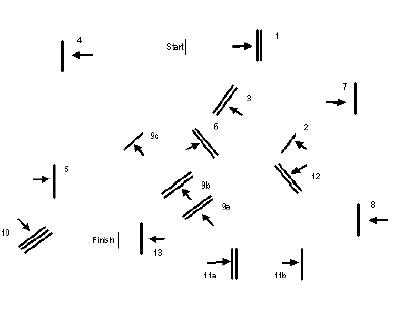
Schéma d'un parcours de saut d'obstacles

Les chefs de piste internationaux sont majoritairement d'anciens cavaliers. Beaucoup ont monté jusqu'à un niveau professionnel en compétition et certains sont d'anciens champions comme Frédéric Cottier avec Flambeau C. Métier de passion, il est rare qu'un chef de piste puisse ne vivre que de cette activité. Sa pratique l'oblige à être disponible et à affronter des conditions de travail difficiles, avec de nombreux déplacements et heures de travail. 
L'apprentissage du métier s'effectue par compagnonnage et sa maîtrise est longue et difficile. 
Les chefs de piste internationaux sont nommés par la Fédération équestre internationale qui assure également leur formation.

## En France
En France, il existe environ plus de 400 chefs de piste dont une vingtaine de niveau international.
La Fédération française d'équitation est responsable de la nomination des chefs de piste et s'assure de leur formation. Il existe quatre niveaux de chef de piste pour la catégorie chef de piste national et ce pour le saut d'obstacles et le concours complet, et deux niveaux pour le hunter. En saut d'obstacles, un chef de piste qui n'a pas construit de parcours pendant deux ans est retiré de la liste des chefs de piste agréés.
À noter qu'en saut d'obstacles et en hunter, de nombreux chefs de pistes nationaux sont aussi des cavaliers actifs en compétition.